# Badminton bei den Mittelmeerspielen 2022
Bei den Mittelmeerspielen 2022 wurden im Badminton vom 26. bis zum 30. Juni 2022 in Oued Tlélat vier Wettbewerbe ausgetragen.

## Sieger und Platzierte
| Disziplin    | Gold                               | Silber                            | Bronze                            |
| ------------ | ---------------------------------- | --------------------------------- | --------------------------------- |
| Herreneinzel | Pablo Abián                        | Luís Enrique Peñalver             | Emre Lale                         |
| Herreneinzel | Pablo Abián                        | Luís Enrique Peñalver             | Andraž Krapež                     |
| Dameneinzel  | Neslihan Yiğit                     | Beatriz Corrales                  | Doha Hany                         |
| Dameneinzel  | Neslihan Yiğit                     | Beatriz Corrales                  | Özge Bayrak                       |
| Herrendoppel | Koceila Mammeri Youcef Sabri Medel | Pablo Abián Luís Enrique Peñalver | Luka Ban Filip Špoljarec          |
| Herrendoppel | Koceila Mammeri Youcef Sabri Medel | Pablo Abián Luís Enrique Peñalver | Fabio Caponio Giovanni Toti       |
| Damendoppel  | Bengisu Erçetin Nazlıcan İnci      | Katharina Fink Yasmine Hamza      | Eleni Christodoulou Eva Kattirtzi |
| Damendoppel  | Bengisu Erçetin Nazlıcan İnci      | Katharina Fink Yasmine Hamza      | Sara Lončar Marija Sudimac        |

## Medaillenspiegel
| Platz  | Land      | Gold | Silber | Bronze | Gesamt |
| ------ | --------- | ---- | ------ | ------ | ------ |
| 1      | Türkei    | 2    | 0      | 2      | 4      |
| 2      | Spanien   | 1    | 3      | 0      | 4      |
| 3      | Algerien  | 1    | 0      | 0      | 1      |
| 4      | Italien   | 0    | 1      | 1      | 2      |
| 5      | Ägypten   | 0    | 0      | 1      | 1      |
| 5      | Kroatien  | 0    | 0      | 1      | 1      |
| 5      | Serbien   | 0    | 0      | 1      | 1      |
| 5      | Slowenien | 0    | 0      | 1      | 1      |
| 5      | Zypern    | 0    | 0      | 1      | 1      |
| Gesamt | Gesamt    | 4    | 4      | 8      | 16     |